# Pontus Wernbloom
Pontus Anders Mikael Wernbloom (Kungälv, Svédország, 1986. június 25. –) svéd labdarúgó, aki jelenleg a Göteborgban játszik középpályásként. A svéd válogatott tagjaként ott volt a 2012-es Európa-bajnokságon.

## Pályafutása
Wernbloom megfordult a Herrljunga SK és az IK Kongahälla ifiakadémiáján is, mielőtt 2004-ben az IFK Göteborghoz került volna. 2005-ben kapta meg első profi szerződését a csapattól. A szurkolók hamar megkedvelték kemény belépői, harcossága és félelmet nem ismerő játékstílusa miatt. Miután Håkan Mild visszavonult a 2005-ös szezon végén, állandó tagja lett a Göteborg kezdőjének. 2007-ben azonban új menedzser érkezett a csapathoz, aki új játékrendszert talált ki, amiben Wernbloom kevesebb lehetőséget kapott. Miután 2007 nyarán Marcus Berg távozott, leginkább csatárként küldték pályára.
2009 júniusában a holland AZ Alkmaarhoz igazolt, ahol 67 bajnokin lépett pályára és hét gólt szerzett. 2012 januárjában a CSZKA Moszkvához szerződött. Eleinte sérülések hátráltatták, egy Real Madrid elleni Bajnokok Ligája-mérkőzésen mutatkozott be, ahol meglepetésre a CSZKA 1-1-es döntetlent ért el.

## Válogatott
Wernbloom 2007. január 18-án, Ecuador ellen mutatkozott be a svéd válogatottban. Első góljait 2010. szeptember 3-án, egy Magyarország elleni Eb-selejtezőn szerezte. Kétszer is betalált, ezzel nyert csapata 2-0-ra. Bekerült a 2012-es Európa-bajnokságon részt vevő svéd keretbe.

## Sikerei, díjai

### Klubcsapatban

#### IFK Göteborg
- Svéd bajnok: 2007
- Svéd kupagyőztes: 2008
- Svéd szuperkupagyőztes: 2008

## Magánélete
Wernbloom 2010-ben vette feleségül barátnőjét, Ninát, egy évvel később megszületett közös fiuk, Mille.
A 2010-es svéd választások előtt nyíltan kritizálta a demokratákat, és kijelentette, hogy a szocialisták mellett áll.

## Fordítás
- Ez a szócikk részben vagy egészben  a   Pontus Wernbloom című angol Wikipédia-szócikk fordításán alapul.  Az eredeti cikk szerkesztőit annak laptörténete sorolja fel. Ez a jelzés csupán a megfogalmazás eredetét és a szerzői jogokat jelzi, nem szolgál a cikkben szereplő információk forrásmegjelöléseként.